# Mosteiro de Kostanjevica

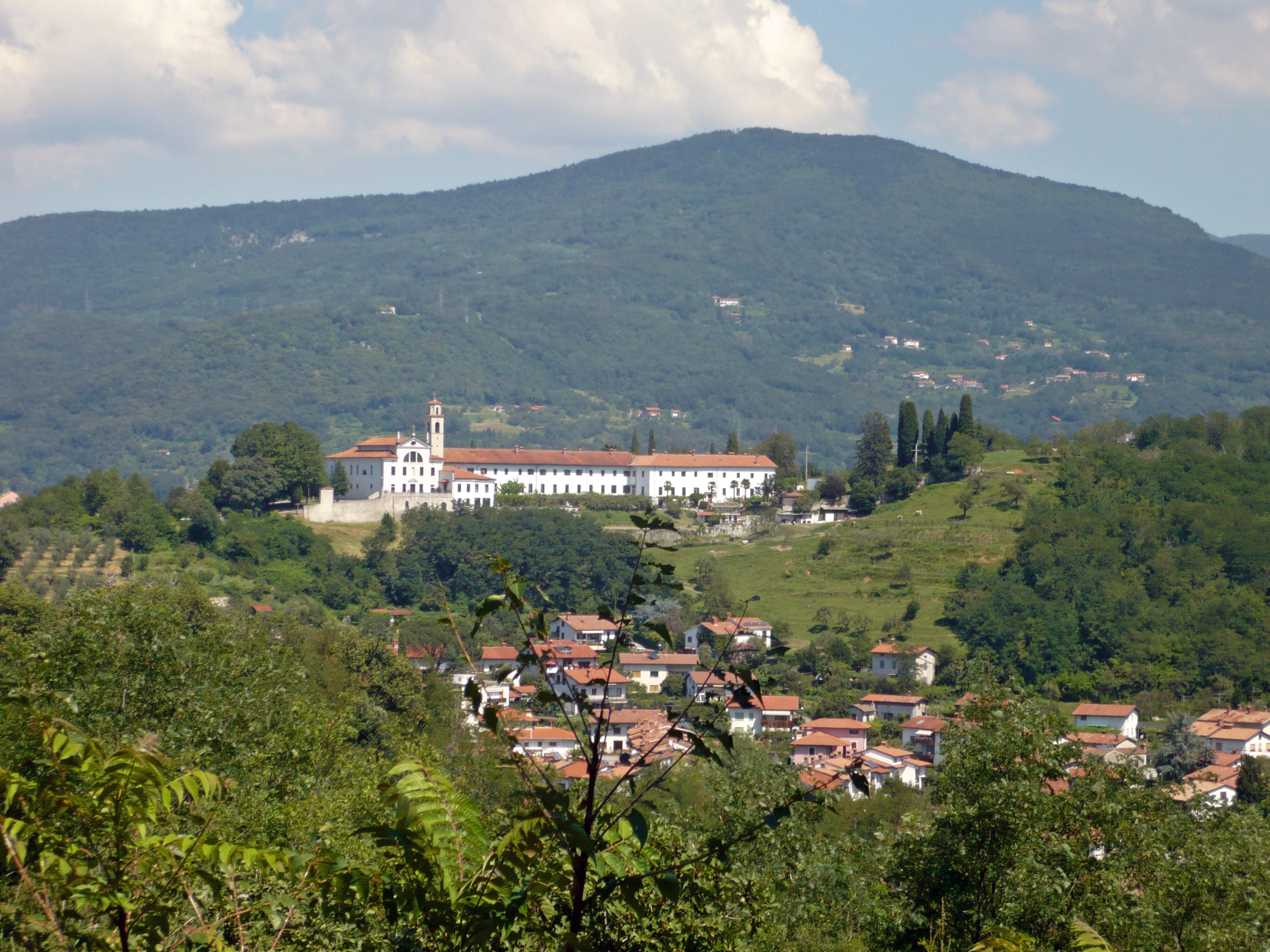
Monastério de Kostanjevica

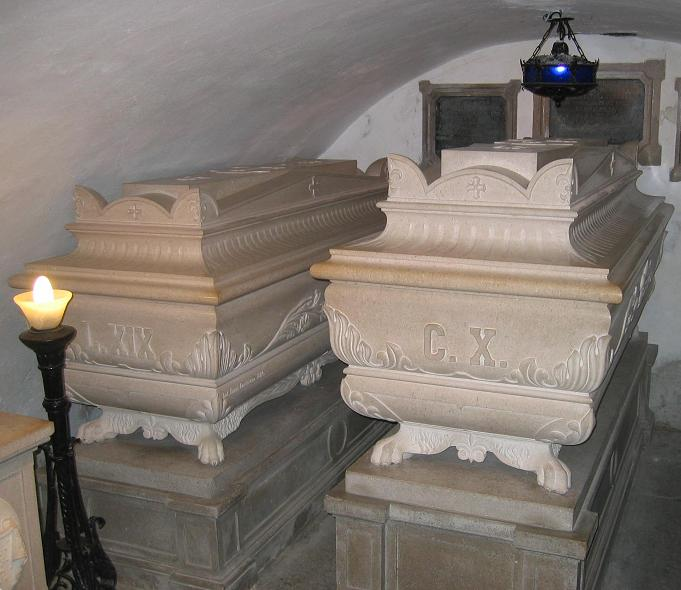
Sarcófagos de Luís XIX de França e Carlos X de França

O Mosteiro de Kostanjevica está localizado em Nova Gorica. Em 1623 o conde Heinrich Matthias von Thurn mandou construir um mosteiro carmelita, que nos seguintes 134 anos foi aumentado e reformado. Em 1781 o mosteiro foi abandonado por José II. Em 1811 o mosteiro foi repassado aos franciscanos, seus atuais administradores. Na Primeira Guerra Mundial a igreja foi destruída, e reconstruída em 1924–1929.

## Sepultamentos
- Carlos X de França (* 9. Oktober 1757; † 6. November 1836), König von Frankreich
- Luís XIX de França (* 6. August 1775; † 8. Juni 1844), Herzog von Angoulême und Sohn Karls X.
- Maria Teresa Carlota de França (* 19. Dezember 1778; † 19. Oktober 1851), Gemahlin von Louis-Antoine de Bourbon
- Luísa de Bourbon (* 21. September 1819; † 1. Februar 1864), Tochter von Charles Ferdinand de Bourbon, Herzogin von Parma
- Henrique V de França (* 29. September 1820; † 24. August 1883), Sohn von Charles Ferdinand de Bourbon
- Maria Teresa de Áustria-Este (* 14. Juli 1817; † 25. März 1886), Gemahlin von Heinrich von Bourbon